# Emese Vasvári
Dans le nom hongrois Vasvári Emese, le nom de famille précède le prénom, mais cet article utilise l’ordre habituel en français Emese Vasvári, où le prénom précède le nom.
Emese Vasvári, née le 29 décembre 1966 à Békéscsaba, est une actrice hongroise.